# Žralok útočí 3: Lidožrout
Žralok útočí 3: Lidožrout (též Lidožrout, v anglickém originále Shark Attack 3: Megalodon) je americký filmový sci-fi thriller z roku 2002 režiséra David Worthe. V hlavních rolích se představili John Barrowman jako Ben Carpenter a Jenny McShane jako Cataline Stoneová. Jedná se o druhé pokračování filmu Žralok útočí z roku 1999. Film pojednává o pátrání po obřím prehistorickém žralokovi, megalodonovi, který se objevil v moři a který ohrožuje lidi.
Film byl v USA vydán na DVD dne 26. listopadu 2002.